# ديف إليمان
ديف إليمان (بالإنجليزية: Dave Elliman)‏ هو لاعب كرة قدم أسترالية أسترالي، ولد في 17 مارس 1902 في Prahran ‏ في أستراليا، وتوفي في 7 يوليو 1995 في كانبرا في أستراليا.

## وصلات خارجية
- ديف إليمان على موقع AustralianFootball.com (الإنجليزية)
- ديف إليمان على موقع AFLtables.com (الإنجليزية)